# Contracaecum elongatum
Contracaecum elongatum är en rundmaskart. Contracaecum elongatum ingår i släktet Contracaecum och familjen Anisakidae. Inga underarter finns listade i Catalogue of Life.